# ブーン郡 (ケンタッキー州)

ケンタッキー州内の位置

ブーン郡（Boone County）は、アメリカ合衆国ケンタッキー州にある郡である。人口は13万5968人（2020年）。郡庁所在地はバーリントンである。郡名は辺境開拓者「ダニエル・ブーン」から来ている。

## 地理
アメリカ合衆国統計局によると、この郡は総面積666 km2 (257 mi2) である。このうち638 km2 (246 mi2) が陸地で28 km2 (11 mi2) が水地域である。総面積の4.16%が水地域となっている。

### 隣接する郡
- ハミルトン郡 (オハイオ州)  (オハイオ川を超えた、北)
- ケントン郡  (東)
- グラント郡  (南)
- ギャラティン郡  (南西)
- スウィッツァランド郡 (インディアナ州) & オハイオ郡 (インディアナ州)  (オハイオ川を超えた、西)
- ディアボーン郡 (インディアナ州)  (オハイオ川を超えた、北西)

## 人口動勢
2000年国勢調査で、この郡は人口85,991人、31,258世帯、及び23,443家族が暮らしている。人口密度は135/km2 (349/mi2) である。52/km2 (135/mi2) の平均的な密度に33,351軒の住宅が建っている。この都市の人種的な構成は白人95.15%、アフリカン・アメリカン1.52%、先住民0.23%、アジア1.29%、太平洋諸島系0.03%、その他の人種0.75%、及び混血1.03%である。ここの人口の1.98%はヒスパニックまたはラテン系である。
この郡内の住民は28.70%が18歳未満の未成年、18歳以上24歳以下が8.50%、25歳以上44歳以下が33.50%、45歳以上64歳以下が21.30%、及び65歳以上が8.10%にわたっている。中央値年齢は33歳である。女性100人ごとに対して男性は97.70人である。18歳以上の女性100人ごとに対して男性は94.70人である。
この郡内の世帯ごとの平均的な収入は53,593米ドルであり、家族ごとの平均的な収入は61,114米ドルである。男性は42,105米ドルに対して女性は27,414米ドルの平均的な収入がある。この郡の一人当たりの収入 (per capita income) は23,535米ドルである。人口の5.60%及び家族の4.40% は貧困線以下である。全人口のうち18歳未満の6.40%及び65歳以上の7.70%は貧困線以下の生活を送っている。

## 都市及び町

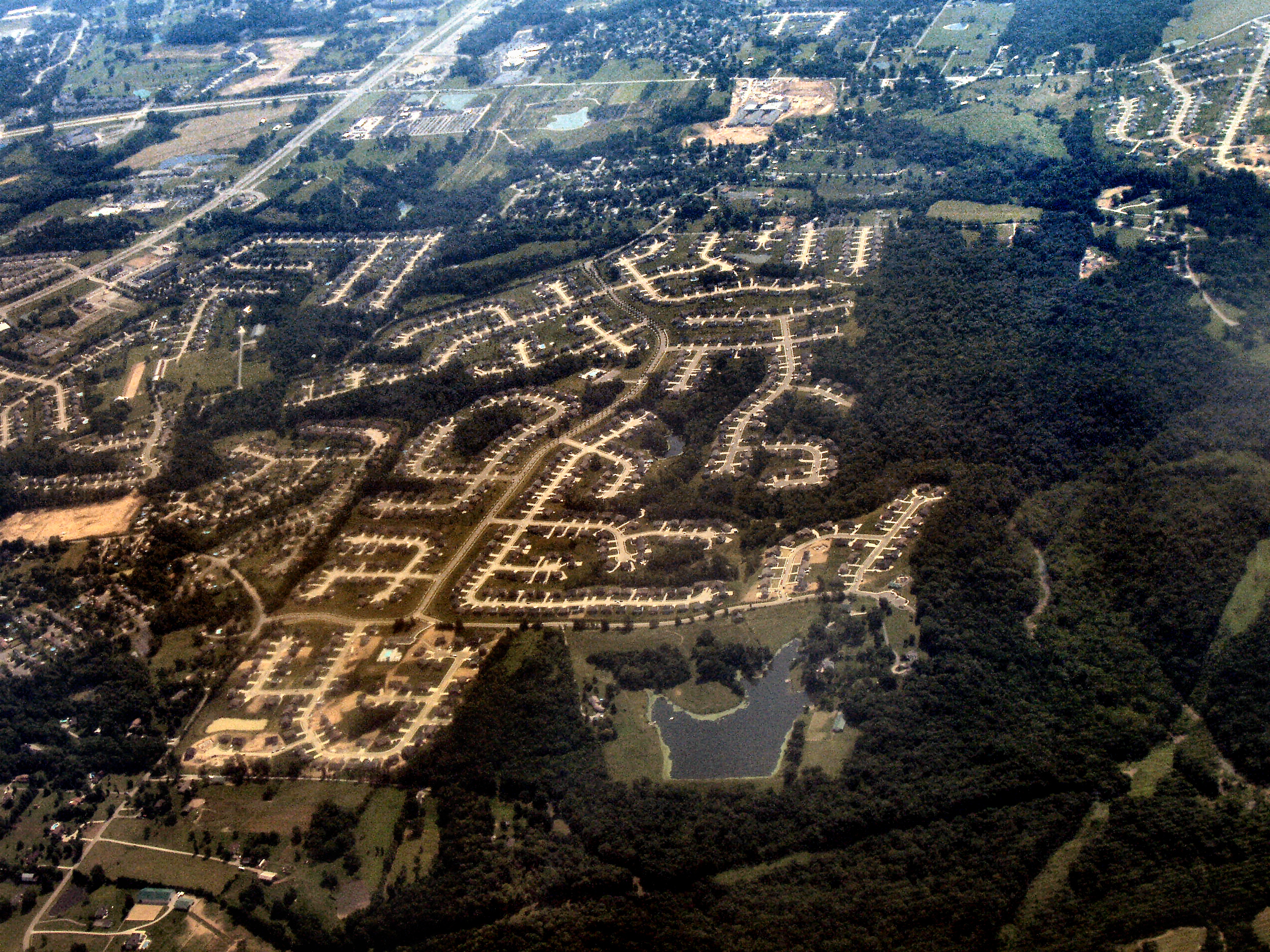
バーリントン上空から

- バーリントン（郡庁所在地）
- フローレンス
- オークブルック
- ユニオン
- ウォルトン